# Ocotea caesia
Ocotea caesia är en lagerväxtart som beskrevs av Carl Christian Mez. Ocotea caesia ingår i släktet Ocotea och familjen lagerväxter. Inga underarter finns listade i Catalogue of Life.